# Kamsa

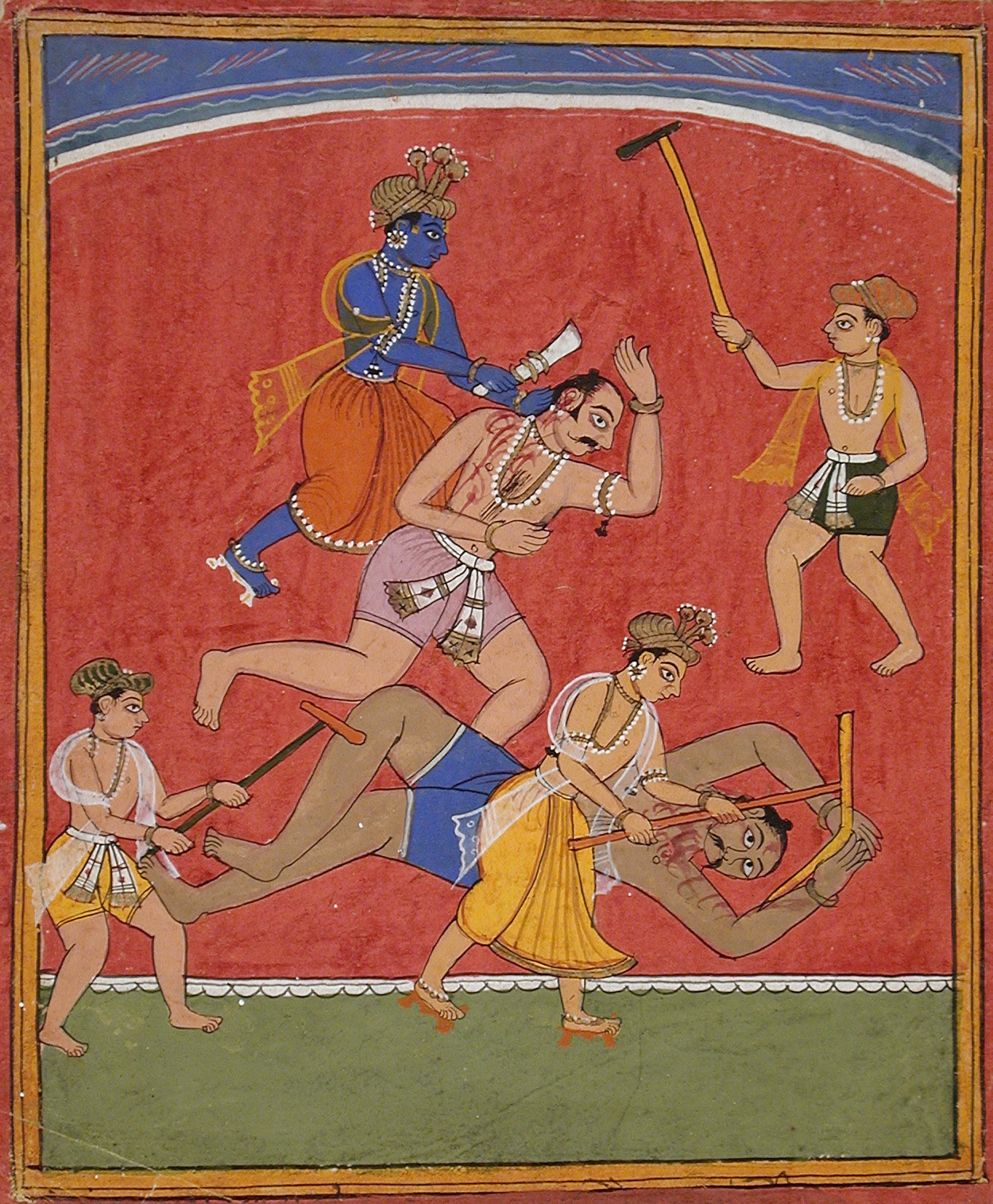
Krishna dödar Kamsa

Kamsa är en demon och tyrann i indisk mytologi som slutligen förgörs av sin förutbestämde fiende Krishna.
Kamsa var son till Kung Ugrasena och Drottning Padmavati. Kamsa störtade sin egen far från tronen och tog makten i kungadömet Vrishni och dess huvudstad Mathura.
Kamsa fick höra en profetia som sade att hans kusin Devakis åttonde födda barn skulle döda honom. Han spärrade därför in Devaki och hennes make, och lät dem leva på villkoret att alla deras barn skulle lämnas över till honom så fort de föddes. Han lät mörda de sex första barnen. Det sjunde barnet, sonen Balarama, förflyttades genom ett mirakel till Rohini, som födde honom. Det åttonde barnet var Herren Krishna. Krishna räddades undan Kamsas vrede och fördes i hemlighet till fosterföräldrarna Yasoda och Nanda i Gokul. Efter sin uppväxt där återvänder Krishna till Mathura som prins. Han dödar sin morbror Kamsa och sätter åter Ugrasena på tronen.